# Pan Nalin
Pan Nalin (né à Adatala près de Junagadh dans l'État de Gujarat) est un réalisateur, scénariste et monteur indien, également producteur et écrivain.

## Biographie
Il grandit dans une famille pauvre et voit son premier film vers neuf ans, qui décide de sa vocation.
À l'adolescence, il quitte sa famille et son village dans l'espoir de réaliser son rêve. Après avoir étudié les Beaux-Arts et le design et réalisé trois ou quatre films et une vingtaine de courts-métrages, il en arrive à la conclusion que la vie elle-même est la meilleure école pour le cinéma. Il parcourt l'Himalaya, ce qui lui permet de se construire une base spirituelle solide et d'y rassembler en outre des idées pour différents films.
Nalin réalise plusieurs documentaires en collaboration avec Canal+, la BBC, Discovery Channel, National Geographic Channel, France 3, et d'autres. Ses films sont tous un appel à la recherche spirituelle, ce qui le démarque de la production ambiante.
En 1993, il décide de se consacrer aux longs métrages. Mais il lui faut huit ans avant de pouvoir réaliser le premier, Samsâra, un film bouddhiste primé deux fois à des festivals internationaux et qui connaît une diffusion internationale en 2002.

## Filmographie
- 2001 : Samsâra
- 2005 : Ayurveda
- 2006 : La Vallée des fleurs
- 2014 : Kumbh Mela, sur les rives du fleuve sacré
- 2015 : Déesses indiennes en colère
- 2018 : Beyond the Known World
- 2021 : Last Film Show (hi)